# Jerry Smith (Footballspieler)
Jerry Smith (Gerald Thomas Smith; * 19. Juli 1943 in Livermore, Kalifornien; † 15. Oktober 1986 in Silver Spring, Maryland) war ein US-amerikanischer, professioneller American-Football-Spieler.
Smith wurde in Livermore, Kalifornien, geboren und wuchs in einer katholischen Familie auf. Nach seiner Schulausbildung schlug er eine professionelle Sportkarriere ein. Smith spielte von 1965 bis 1977 in der NFL für die Washington Redskins auf der Position Tight End. 1973 spielte Smith in Super Bowl. Die Sportzeitschrift Sports Illustrated bezeichnete ihn als „an outstanding receiver among thight ends, with the ability to break open for a long gain.“ In seiner Sportlerkarriere schaffte Smith 421 passes, unter anderem 60 Touchdowns, was zu jener Zeit ein Rekord für die Spielerposition Tight End war. Smith hielt verschiedene NFL-Rekorde in jenen Jahren.
Am 15. Oktober 1986 starb Smith an AIDS. Smith war der erste professionelle Sportler, dessen Erkrankung an AIDS in der Öffentlichkeit in den Vereinigten Staaten bekannt wurde. Obgleich Smith von seiner Erkrankung wusste, thematisierte er diese nicht und nahm nicht zu seiner sexuellen Identität öffentlich Stellung. Nach dem Tod von Smith erklärte David Kopay öffentlich, dass sein früherer Teamkollege Smith homosexuell gewesen sei.